# Marismas del río Piedras y Flecha del Rompido
Marismas del río Piedras y Flecha del Rompido es un paraje natural situado a ambas orillas y en la desembocadura del Río Piedras, en la provincia de Huelva (Andalucía, España).
Está comprendido en los términos municipales de Lepe y Cartaya.

## Formación
Con la construcción del embalse del Piedras y la presa de los Machos, en el curso del río Piedras, el caudal de agua disminuyó notablemente, acelerando el proceso de sedimentación que estaba formando una lengua de arena paralelamente a la costa. Actualmente, esta crece a un ritmo de 30-50 metros anualmente. Los humedales de las marismas son un vestigio de la antigua línea costera, que llegaba hasta el Acantilado Flandriense en el que está situada la torre del Catalán. Estos promontorios datan de la época del Pleistoceno (gravas y arenas), al pie de los cuales se sitúa la zona de limo del Holoceno

## Localización y entorno
Este Paraje Natural comprende aproximadamente desde el Puente de la Tavirona hasta la desembocadura del Río Piedras, abarcando los humedales y marismas del mismo además de la larga lengua de arena originada por los sedimentos depositados. Comprende parte de los municipios de Lepe y Cartaya, que se encuentran en los márgenes derecho e izquierdo del Río Piedras, respectivamente. 
En el norte, a ambas orillas del Río Piedras crecen bosques de pinares y el puente de la Tavirona cruza el río en el curso de la Vía verde del litoral, que sigue el antiguo trazado de la línea de ferrocarril Gibraleón-Ayamonte. Las aguas descienden lentamente y a menudo el mar se interna en el cauce del río hasta el Puente de La Barca, situado en el trazado de la  N-431 . Varios antiguos molinos mareales, ya en desuso, escoltan al río en sus flancos hasta llegar al puerto fluvial de El Terrón, donde el río gira a la izquierda hasta su desembocadura, dejando en su margen derecho la flecha litoral Flecha de Nueva Umbría, donde se encuentra la playa de Nueva Umbría. 
La lepera Torre del Catalán domina el paisaje de la mayor parte del paraje natural, en especial las marismas situadas entre El Terrón y La Antilla, surtidas de agua con cada marea por el Caño del Fraile. Por encima del mismo, un puente conecta la  A-5055  con la playa de Nueva Umbría.

## Flora y fauna

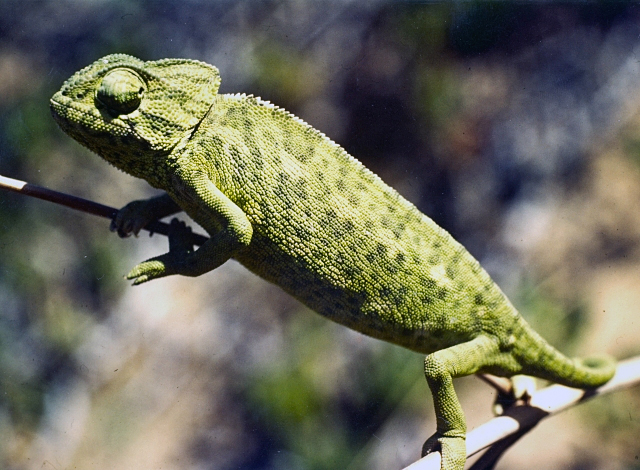
Camaleón, una de las especies protegidas que habita este Paraje Natural

El Paraje Natural acoge tres ecosistemas principales (duna, retamar y marisma) con vegetación muy escasa como cardo de mar, barrón, retama blanca, lentisco y diversa vegetación halófila. 
Las aguas de sus marismas son ricas en invertebrados, crustáceos, moluscos y peces, de los cuales se alimentan las aves acuáticas y marinas que visitan este enclave durante sus rutas migratorias. Se pueden observar aves limícolas como el inconfundible ostrero, con su plumaje blanco y negro que contrasta con sus patas rosadas, y el llamativo pato colorado, que tiene en esta zona su cuartel de invierno. También es posible contemplar el pesado vuelo de los cormoranes y a diversas especies de gaviotas.

## Molinos mareales
En el curso del río Piedras se han ubicado a lo largo de la historia diversos molinos mareales, todos ellos de reflujo y rodezno según el análisis de los restos que quedan visibles. Estuvieron en uso probablemente desde el siglo XV hasta el siglo XIX.
En orden desde el nacimiento del río hacia su desembocadura, se tiene constancia de los siguientes molinos, inscritos en el Catálogo General del Patrimonio Histórico Andaluz:
- Molino de la Barca (Lepe)
- Molino de Legrete (Cartaya)
- Molino de Valletaray (Lepe)
- Molino de la Higuera (Lepe)

## Real de Almadraba

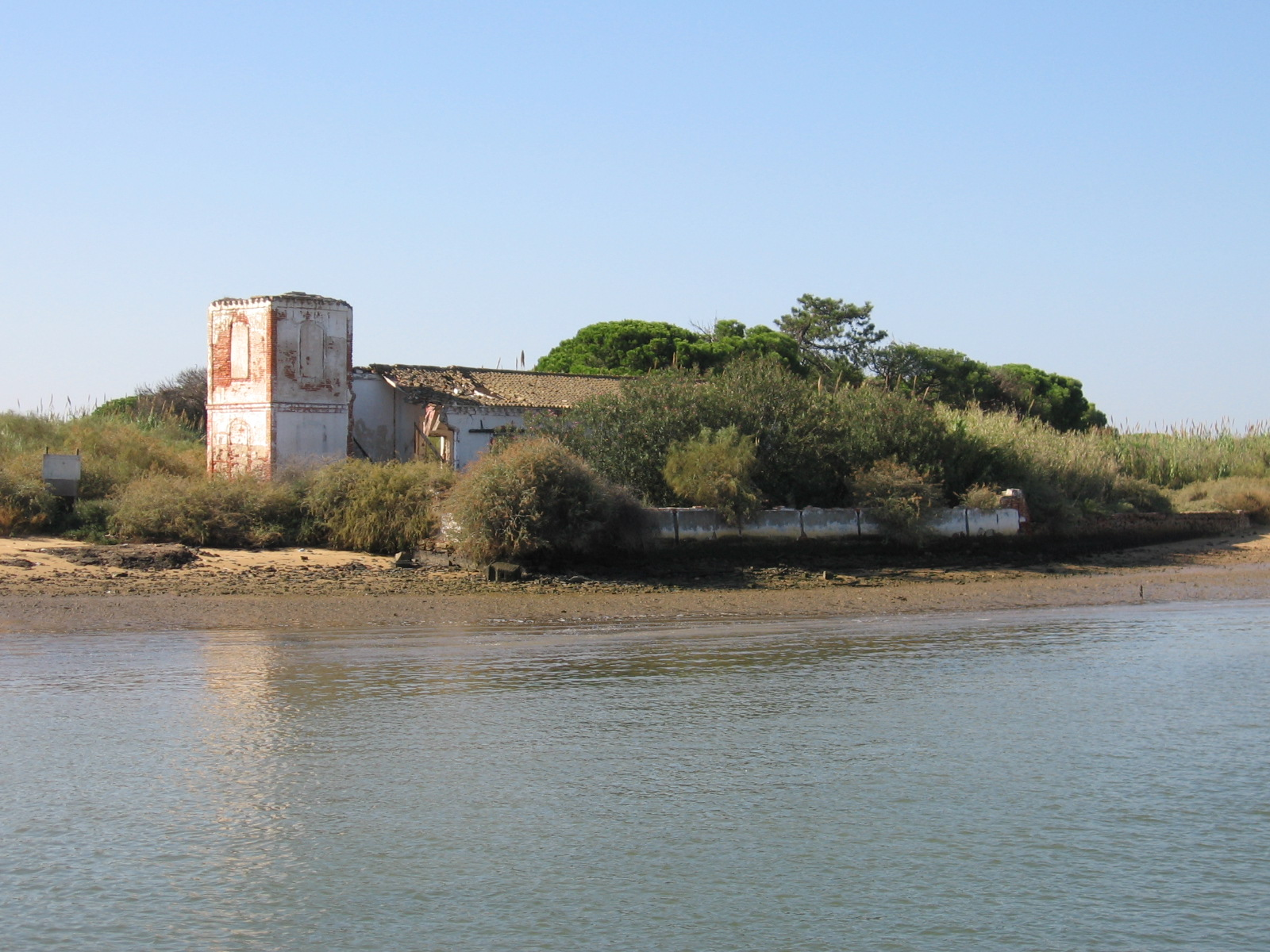
Casa del Capitán del Real de Almadraba

El Real de Almadraba estuvo en activo de 1929 a 1963 y fue explotado por el Consorcio Nacional Almadrabero, habiendo sido construido sobre la base del Real Viejo, anterior a éste. En la actualidad se encuentra en estado de abandono, aunque han surgido varias iniciativas para su recuperación. 
Las ruinas del Real de Almadraba se componen de la Casa del Capitán, la caseta del gasoil, la chimenea, nueve barracones de viviendas y un embarcadero, entre otros. En él habitaron cerca de un millar de personas, de las cuales doscientas eran almadraberos que trabajaban de febrero a octubre en estas instalaciones.